# Mihăileni, Botoșani
Mihăileni là một xã thuộc hạt Botoșani, România. Dân số thời điểm năm 2002 là 5067 người.